# Elsa Eschelsson
Elsa Olava Kristina Eschelsson, född 11 november 1861 i Norrköping, död 10 mars 1911 i Uppsala, var Sveriges första kvinnliga juris doktor och docent. Hon var svägerska till Johan Vilhelm Hagströmer.

## Biografi
Elsa Eschelsson avlade en filosofie kandidatexamen med historia som huvudämne år 1885 och juris utriusque kandidatexamen 1892. Båda vid  Uppsala universitet.
Hon biträdde i domargöromål ("satt ting") vid Uppsala läns södra domsaga under åren 1892–1893 och fick fina vitsord. Därefter avlade hon juris licentiatexamen (24 maj 1897) och disputerade några dagar senare med avhandlingen Om begreppet gåfva enligt svensk rätt. Därmed blev hon den första kvinnliga juris doktor i Sverige. Samma dag utnämndes hon även till docent i civilrätt, vilket  indikerade hög kvalitet på avhandlingen samt medförde att hon blev förordnad att undervisa juriststudenter.
Redan året efter hennes disputation, år 1898, föreslog fakulteten att hon skulle utnämnas till professor i civilrätt och 1899 att hon skulle bli professor i processrätt. Men hennes professurer stoppades med hänvisning till regeringsformens formuleringar om att enbart män fick inneha högre statliga befattningar.
Hon var en av grundarna till, samt den första ordföranden för, Akademiskt bildade kvinnors förening som bland annat arbetade för kvinnors rätt till högre statliga befattningar.
Genom en grundlagsändring 1909 gavs kvinnor rätten att inneha professorsämbeten, men två år därpå beslöt ändå Större akademiska konsistoriet vid Uppsala universitet att den ena av de professurer hon utnämnts till, den i civilrätt, skulle undantas och därmed även i fortsättningen vara förbehållen män.
Elsa Eschelsson avled några dagar efter konsistoriets beslut. Dödsorsaken var enligt Uppsala domkyrkoförsamlings död- och begravningsbok förgiftning av sömnmedlet Veronal. Hon är begravd på Uppsala gamla kyrkogård.

## Eftermäle
1997 hölls ett symposium till 100-årsminnet av hennes disputation den 31 maj 1897 av Juridiska fakulteten i Uppsala firat.[källa behövs]
TV-filmen från 1988 Behöriga äga ej tillträde skildrar Elsa Eschelssons livsöde i en blandning av fakta och fiktion.